# Agnieszka Brustman
Agnieszka Brustman (* 31. Juli 1962 in Warschau) ist eine polnische Schachmeisterin.

## Leben
Brustman war in den 1980er Jahren die führende polnische Schachspielerin. Sie errang als Juniorin zahlreiche internationale Titel: 1980 gewann sie die Jugendeuropameisterschaft U20 weiblich, 1982 die Juniorenweltmeisterschaft U20 weiblich. Als erste Spielerin erhielt sie 1980 vom Weltschachbund FIDE den neu eingeführten Titel FIDE-Meister der Frauen (WFM), 1982 wurde sie Internationaler Meister der Frauen.
Im Jahre 1985 wurde sie Großmeisterin der Frauen (WGM). Sie qualifizierte sich zwei Mal für das Kandidatenturnier der Damen. Vier Mal gewann sie die polnische Meisterschaft der Frauen (1982, 1984, 1987 und 1996).
Brustman erlangte in Polen Popularität über Schach hinaus, als sie sich 1988 als Schauspielerin betätigte und in der polnischen Spielfilmserie Dekalog auftrat.
Sie wird bei der FIDE als inaktiv geführt, da sie seit dem im Februar 2006 ausgetragenen 22. Open in Cappelle-la-Grande keine gewertete Partie mehr gespielt hat.

## Mannschaftsschach

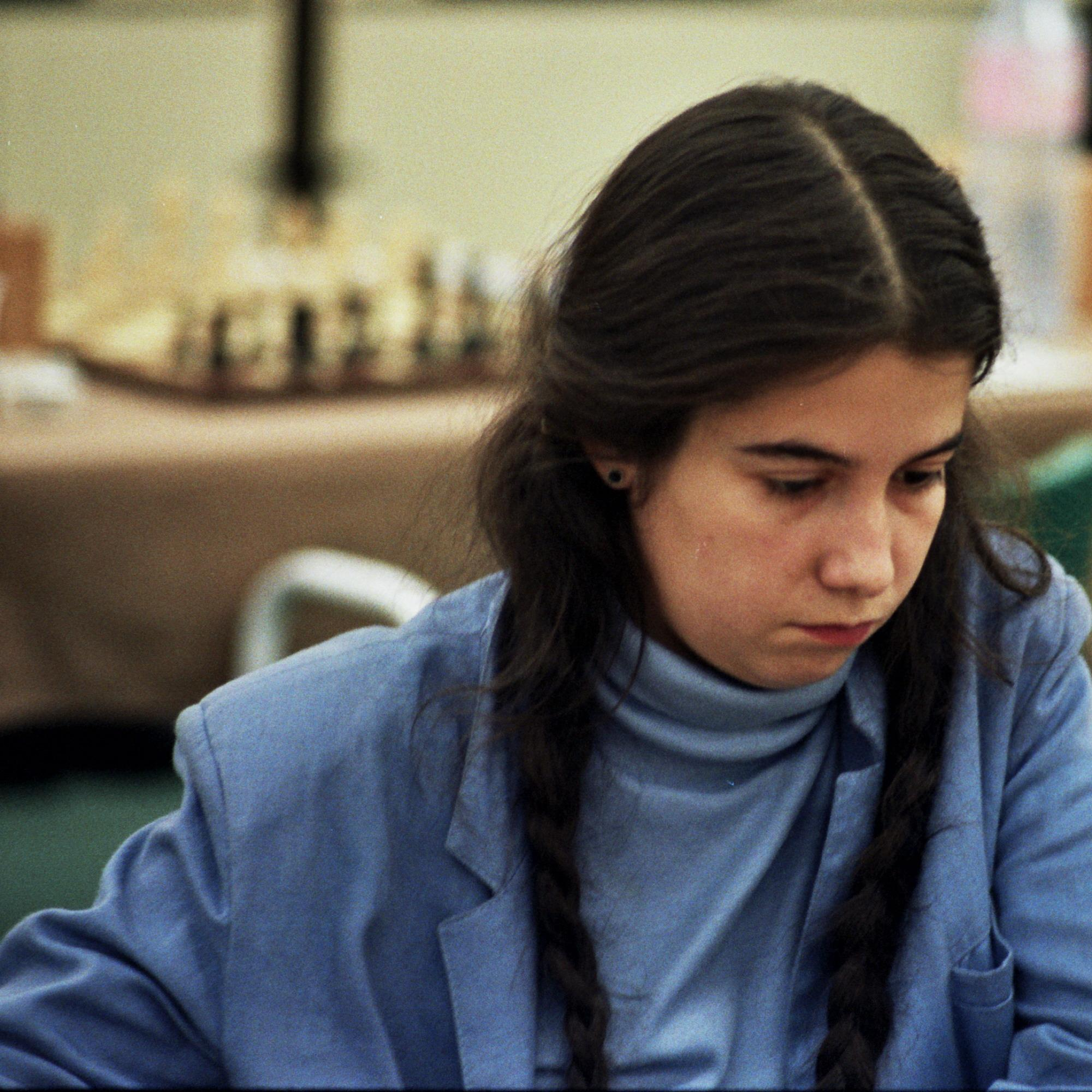
Agnieszka Brustman Schacholympiade 1984

### Nationalmannschaft
Brustman nahm mit der polnischen Frauenmannschaft von 1980 bis 1996 an allen neun Schacholympiaden teil. Bei der Schacholympiade 1980 in Valletta erreichte sie mit der Mannschaft den dritten Platz und in der Einzelwertung den zweiten Platz der Reservespielerinnen.
Sie nahm an den Mannschaftseuropameisterschaften der Frauen 1992 und 1997 teil.

### Vereine
Brustman spielte in der polnischen Mannschaftsmeisterschaft von 1977 bis 1990 für WKSz Legion Warschau, mit dem sie auch am European Club Cup 1985/86 teilnahm, und von 1992 bis 2002 für Polonia Warschau.
Sie gewann die polnische Mannschaftsmeisterschaft 1980, 1984, 1986, 1989, 1996, 1999, 2000 und 2002; das beste Einzelergebnis am Frauenbrett erreichte Brustman 1983, 1986, 1987, 1989, 1992, 1993, 1995, 1996 und 1998.